# سرریگ اول
سرریگ اول، روستایی در دهستان ایسین بخش مرکزی شهرستان بندرعباس در استان هرمزگان ایران است.

## جمعیت
بر پایه سرشماری عمومی نفوس و مسکن در سال ۱۳۹۵، جمعیت این روستا برابر با ۱٬۱۹۰ نفر (۳۴۳ خانوار) بوده است.